# Tovil
Tovil är en ort och civil parish i grevskapet Kent i sydöstra England. Orten ligger i distriktet Maidstone och utgör en sydvästlig förort till staden Maidstone. Civil parishen hade 4 495 invånare vid folkräkningen år 2021.